# Atari BASIC
Atari BASIC — интерпретатор языка Бейсик, разработанный в 1978 году, для 8-битных компьютеров на базе процессоров MOS Technology 6502.

## История
В отличие от большинства диалектов BASIC эпохи домашних компьютеров, Atari BASIC не является производным от Microsoft BASIC и существенно отличается. Он включает ключевые слова для специфичных для Atari функций и, например, не поддерживает строковые массивы. Изначально распространялся в виде картриджа ROM ёмкостью 8 КБ. Начиная с моделей 600XL и 800XL, BASIC встроен в систему, но его можно отключить, удерживая клавишу OPTION во время загрузки. Atari XEGS отключает BASIC при питании без подключённой клавиатуры. Полный, аннотированный исходный код и спецификации Atari BASIC были опубликованы как The Atari BASIC Source Book в 1983.